# Марокко на зимових Олімпійських іграх 2022
Збірна Марокко взяла участь у зимових Олімпійських іграх 2022, що тривали з 4 до 20 лютого в Пекіні (Китай).
Збірна Марокко складалася з одного гірськолижника. Яссін Ауїч як єдиний представник своєї країни ніс її прапор на церемонії відкриття.

## Спортсмени
Кількість спортсменів, що беруть участь в Іграх, за видами спорту.
| Вид спорту          | Чоловіки | Жінки | Загалом |
| ------------------- | -------- | ----- | ------- |
| Гірськолижний спорт | 1        | 0     | 1       |
| Загалом             | 1        | 0     | 1       |

## Гірськолижний спорт
Від Марокко на Ігри кваліфікувався один гірськолижник, що відповідав базовому кваліфікаційному критерію.
Чоловіки
| Спортсмен  | Дисципліна                    | 1-й спуск | 1-й спуск | 2-й спуск   | 2-й спуск   | Загалом     | Загалом     |
| Спортсмен  | Дисципліна                    | Час       | Місце     | Час         | Місце       | Час         | Місце       |
| ---------- | ----------------------------- | --------- | --------- | ----------- | ----------- | ----------- | ----------- |
| Яссін Ауїч | Гігантський слалом (чоловіки) | НФ        | НФ        | Не потрапив | Не потрапив | Не потрапив | Не потрапив |